# Иллирийские провинции
Иллирийские провинции (фр. Provinces illyriennes, хорв. Ilirske pokrajine, словен. Ilirske province, итал. Province Illiriche) — автономная область в составе Первой Французской империи (1809—1813), состоявшая из Далмации, Каринтии, Истрии и Крайны. Провинции были созданы Наполеоном на адриатическом побережье, уступленном ему Австрией по условиям Шёнбруннского мира (1809). Во главе провинций стоял маршал Мармон, затем его сменили Жюно и Фуше. Венский конгресс постановил вернуть Иллирийские провинции Габсбургам, которые создали на этих землях королевство Иллирия и королевство Далмация.

## История
Желая отрезать Австрию от моря, Наполеон I подписал в Шёнбрунне декрет: «Округ Виллахский, Крайна, прежняя австрийская Истрия, Фиуме и Триест, земли, известные под названием Litorale, часть Кроации и всё, что нам уступлено на правом берегу Савы, Далмация с островами, впредь будут называться Иллирийскими провинциями». В состав провинций, таким образом, входили Крайна, западная Каринтия, Гориция, Истрия, Далмация и Рагуза.
Второй декрет 15 апреля 1811 года определял точнее управление этой «славянской стены французско-итальянских государств», которую Наполеон, по собственному выражению, предполагал создать в Иллирии. Провинции (3200 лье² и 2 500 000 жителей) должны были, раздельно от Франции, управляться французскими генерал-губернатором, финансовым генерал-интендантом, комиссаром по делам юстиции и тремя провинциальными интендантами.
Вся область была разделена на 6 гражданских провинций (Каринтия или собственно Виллахский окр., Крайна, Истрия, гражданская Хорватия, Далмация и Рагуза) и одну военную (округа 6 кроатских пограничных полков, так назыв. Croatia militaire). Генерал-губернатором, местопребыванием которого был город Лайбах, назначен известный маршал Мармон, герцог Рагузский.
Несмотря на кратковременное пребывание в Иллирии и блокаду морской торговли англичанами, французы успели много сделать для культуры страны, позаботились о хороших дорогах и других общественных сооружениях, особенно в Далмации. Лишь в Croatia militaire остались прежние законы, в прочих же провинциях введён был кодекс Наполеона. Интендант (proveditore) Далмации, генерал Дежан, издал великолепное описание страны (Париж, 1825), с множеством данных, особенно по энтомологии.
Коалиция 1813 года уничтожила и Иллирийские провинции. Осенью этого года австрийские войска, под начальством И. Гиллера, вступили сюда и изгнали сильно уже поредевшие французские войска. Венский конгресс утвердил Австрию во владении Иллирией и 3 августа 1816 года бывшие французские провинции, по отделении Далмации и Рагузы и присоединении Клагенфуртского округа Каринтии и округов Чивидасе и Градиски к Италии, вошли в состав земель австрийской короны в качестве королевства Иллирия. Недолгий опыт существования государственности укрепил самосознание югославских народов и создал предпосылки для расцвета иллиризма.